# Chiesa delle Sante Flora e Lucilla (Castel Focognano)
La Chiesa delle Sante Flora e Lucilla è una chiesa che si trova in località Carda, a Castel Focognano.

## Storia e descrizione
Risalente almeno al IX secolo, quando era proprietà del monastero omonimo, la chiesa ha subito nei secoli diverse modifiche e numerosi passaggi di proprietà. I conti Ubertini di Valenzano, che ne ebbero possesso, la donarono alla scomparsa Abbazia vallombrosana di Santa Trinita in Alpe. La chiesa fu poi ampliata nel Seicento, cambiandone anche l'orientamento, che oggi si presenta trasversale e parallelo alla facciata esterna. L'edificio sacro divenne pieve nel Settecento e fu rimaneggiato nel 1906, con il rifacimento della facciata a capanna. 
L'interno, caratterizzato da un'asimmetria data dalla ristrutturazione secentesca, è coperto da capriate lignee e conserva alcune importanti opere d'arte: un frammento corrispondente alla parte centrale di un arco di ciborio in pietra arenaria, risale al IX secolo e raffigura al centro due pavoni, allegoria dell'immortalità dell'anima, che si abbeverano alle acque che sgorgano dalla croce. Fu ritrovato nei dintorni del paese e se ne ignora l'esatta provenienza. 
Ad un altare laterale è collocato un bel polittico quattrocentesco raffigurante la Pietà tra i santi Giovanni Gualberto, Nicola, Giacomo Maggiore e Bernardo degli Uberti, attribuito a Mariotto di Cristofano, proveniente dalla menzionata Abbazia di Santa Trinita in Alpe. 
All'altare maggiore si trova una cinquecentesca Madonna con Bambino in terracotta invetriata, attribuita a Santi Buglioni, circondata da una tela con I Misteri del Rosario dell'aretino Sebastiano Pontenani, datata 1615, che trasforma di fatto la più antica immagine in una Madonna del Rosario.
In chiesa è presente anche una curiosa tela di stile arcaizzante firmata da un pittore lombardo, Giuseppe Campi e datata 1696, con Cristo Salvatore tra Santi.